# Ростока
Ростока (пол. Rostoka) — гірський потік в Україні, у Долинському районі Івано-Франківської області на Бойківщині. Правий доплив Мизунки (басейн Дунаю).

## Опис
Довжина потоку 3 км, найкоротша відстань між витоком і гирлом — 2,30  км, коефіцієнт звивистості потоку — 1,30 . Формується безіменними гірськими струмками. Потік тече у гірському масиві Ґорґани (зовнішня смуга Українських Карпат).

## Розташування
Бере початок на південно-західних схилах гори Пустиверх (1358 м) (пол. Pustzwerch)). Тече переважно на південний захід між річками Ділор Погар (995 м) та Гечка (1108 м) і впадає у річку Мизунку, ліву притоку Свічи.